# Ceriagrion moorei
Ceriagrion moorei е вид водно конче от семейство Coenagrionidae. Видът не е застрашен от изчезване.

## Разпространение
Разпространен е в Кения и Уганда.